# A Detective for a Day
A Detective for a Day è un cortometraggio muto del 1912 diretto da Frank Wilson.

## Trama
Per errore, un cameriere scambia un poliziotto per un malvivente ricercato.

## Produzione
Il film fu prodotto dalla Hepworth.

## Distribuzione
Distribuito dalla Hepworth, il film - un cortometraggio di circa 145 metri - uscì nelle sale cinematografiche britanniche nel marzo 1912.